# Hofanlagen Oberhörne 13-15
Die Hofanlagen Oberhörne 13-15, Ecke zum Langepatt, im niedersächsischen Elsfleth-Moorriem, Bauerschaft Neuenbrok/Oberhammelwarden im Landkreis Wesermarsch, stammen von um 1900.

Aktuell (2023) werden sie als Wohnhäuser genutzt.
Die Gebäude stehen unter Denkmalschutz (siehe auch Liste der Baudenkmale in Elsfleth).

## Geschichte
Die beiden nebeneinanderliegenden kleinen Hofanlagen von um 1900 bestehen aus
- dem südlichen eingeschossigen giebelständigen Wohn- und Wirtschaftsgebäude als Vierständer-Hallenhaus von 1903 (Inschrift) mit Backsteinaußenmauern, reetgedecktem Krüppelwalmdach mit Niedersachsengiebeln und Uhlenloch sowie der Grooten Door mit Korbbogen,[2]
- dem nördlichen eingeschossigen giebelständigen Wohn- und Wirtschaftsgebäude von 1897 (Inschrift) als Vierständer-Hallenhaus mit Backsteinaußenmauern und Satteldach mit neueren Giebelgauben, mit Bögen um Fenster und Dielentor, geschossteilender Sägezahnfries, Konsolfries an der Traufe, am Giebel ansteigende Treppenmotive auf stilisierten Konsolen; zu Wohnzwecken ausgebaut und dabei Toreinfahrt und Gaube mit Ladeluke entfernt,[3]
  - dem eineinhalbgeschossigen traufständigen Werkstattanbau mit Drempel, Satteldach und Giebelgaube,
- den weiteren nicht denkmalgeschützten Nebengebäuden.

Die Gebäude stehen auf Wurten mit markanten alten Bäumen zur Straße.
Das Landesdenkmalamt befand: „… geschichtliche Bedeutung … als beispielhafte Gruppe von zwei benachbarten kleinen Hofanlagen der Zeit um 1900 …“